# Antônio Batista Fragoso

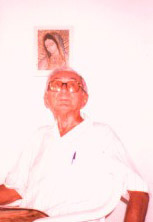
Antônio Batista Fragoso im Jahr 1998

Antônio Batista Fragoso (* 10. Dezember 1920 in Teixeira, Paraíba, Brasilien; † 12. August 2006) war ein brasilianischer Geistlicher und römisch-katholischer Bischof von Crateús.

## Leben
Antônio Batista Fragoso empfing am 2. Juli 1944 die Priesterweihe.
Papst Pius XII. ernannte ihn am 13. März 1957 zum Titularbischof von Ucres und zum Weihbischof in São Luís do Maranhão. Der Erzbischof von São Luís do Maranhão, José de Medeiros Delgado, spendete ihm am 30. Mai desselben Jahres die Bischofsweihe; Mitkonsekratoren waren Otàvio Barbosa Aguiar, Bischof von Campina Grande, und Manuel Pereira da Costa, Weihbischof in Paraíba.
Papst Paul VI. ernannte ihn am 28. April 1964 zum ersten Bischof des im Vorjahr neuerrichteten Bistums Crateús.
Er nahm an allen vier Sitzungsperioden des Zweiten Vatikanischen Konzils als Konzilsvater teil.
Am 18. Februar 1998 nahm Papst Johannes Paul II. seinen altersbedingten Rücktritt an.